# Подгорецкая, Нина Борисовна
Ни́на Бори́совна Подгоре́цкая (10 декабря 1902, Лубны, Российская империя — 5 марта 1977, Москва, СССР) — советская балерина, балетный педагог, заслуженная артистка РСФСР (1947).

## Биография
Родилась в городе Лубны Полтавской губернии 27 ноября (10 декабря) 1902 года (Энциклопедия балета ошибочно называет её родиной несуществующий г. Дубны).
Она являлась хронологически первой (из трёх) женой выдающегося балетмейстера Игоря Моисеева, создавая вместе с ним известный танцевальный ансамбль Моисеева.
Закончила Московское хореографическое училище (педагог В. Д. Тихомиров), после чего сразу была принята солисткой в Большой театр.
В 1919—1947 — солистка в балетной труппе Большого театра. В 1922—1924 гг. преподавала в Московском хореографическом училище.
Однако в самом начале 1930-х годов в балетной труппе Большого театра наметились изменения, отодвинувшие московских артистов на задворки сцены. Это было связано с тем, что Сталин требовал создания советских опер и балетов с исключительно социалистическим сюжетом, при этом остающихся в рамках академизма. Для этой цели по его распоряжению в московский Большой театр была направлена группа артистов Ленинградского Кировского театра, в надежде, что ленинградские артисты за перевод в Москву создадут все необходимое. Первая группа (среди прочих в неё входили дирижёр Самуил Самосуд, балерина Марина Семёнова и др.) была отправлена в 1930 году. Эта ленинградская группа постепенно увеличивалась, в Большой театр направлялось всё больше ленинградцев. И уже к середине 1930-х годов школа московского балета была полностью перекрыта школой Мариинского. В той группе оказалось много балетмейстеров: Фёдор Лопухов, Пётр Гусев, Александр Чекрыгин, Ростислав Захаров, ставший главным балетмейстером. Муж Подгорецкой Игорь Моисеев оказался чужим в этой среде, единственным балетмейстером-неленинградцем, и семейной паре Моисеев — Подгорецкая не давали возможности работать. Сам Моисеев вспоминал об этом периоде: «Захаров отнесся ко мне крайне неприязнено, видя во мне конкурента, и применял любые методы, чтобы выжить меня из театра. Начал он с ударов по моей жене, балерине Подгорецкой, которая, после приезда Семёновой, стала второй балериной Большого театра. Захаров отстранил её от всех спектаклей, глумился на репетициях. Я при всех назвал его подлецом, и это дало ему основание преследовать меня открыто. Меня предупредили, чтобы я даже не надеялся что-то поставить. Но только актёрское поприще меня больше не устраивало».
В результате Игорю Моисееву пришлось уволиться из Большого театра, и в течение нескольких лет он вместе с женой Ниной Подгорецкой основал свой знаменитый Ансамбль народного танца СССР, открывшийся в 1937 году.
Нина Подгорецкая, хоть и оставалась солисткой Большого театра, там работать ей почти не давали, и одновременно с работой в Большом театре она работала в созданном совместно с мужем И.Моисеевым Ансамбле народного танца СССР. В 1940 году женой (второй хронологически) И. Моисеева стала одна из солисток ансамбля Тамара Зейферт, однако Нина Подгорецкая продолжала выступать там до 1951 г. В различных постановках балетов и опер исполняла характерные и народные танцы. До 1963 года выступала в концертах. Искусство Подгорецкой, обладавшей красивым арабеском и большим прыжком, отличалось выразительностью, пластичностью.
Скончалась 5 марта 1977 года на 75-м году жизни в Москве. Похоронена на Головинском кладбище.
Награждена орденом «Знак Почёта» (02.06.1937 — за выдающиеся заслуги в деле развития оперного и балетного искусства) и Почётной грамотой Президиума Верховного Совета РСФСР (25.05.1976).

## Репертуар вБольшом театре
- «Раймонда» — Раймонда,
- «Спящая красавица» — Аврора,
- «Лебединое озеро» — Одетта-Одиллия,
- «Конёк-Горбунок» — Царь-Девица,
- «Дон Кихот» — Китри,
- «Баядерка» — Никия;
- «Саламбо» — Саламбо,
- «Жизель» — Жизель;
- «Пламя Парижа» — Мирейль де Пуатье.